# Rosalind Baker
Rosalind Baker (* 16. Juni 1941 in Brisbane als Rosalind Neville) ist eine australische Autorin und Beziehungsexpertin.

## Jugend und Ausbildung
Rosalind Neville wurde während des Zweiten Weltkrieges geboren. Ihr Vater war Flying Officer in der Royal Australian Air Force. Als Neville acht Jahre alt war, zog die Familie nach Thursday Island, wo ihr Vater eine Flotte Perlentauch-Lugger betrieb. Neville besuchte die Internatsschule St. Mary's in Herberton, Queensland, einer alten Goldsucherstadt in den Atherton Tablelands. Sie machte ihren Abschluss am Clayfield College in Brisbane. Danach studierte sie vier Jahre in Teilzeit auf einen Bachelor of Theology, schloss diese Ausbildung jedoch nicht ab.

## Beruf
Neville begann für eine Vorstadtzeitung als Kolumnistin über soziales und Frauenfragen zu schreiben. Danach wurde sie Herausgeberin der Toorak Times in Melbourne. Sie veröffentlichte mehrere Beziehungsratgeberbücher; drei davon wurden Bestseller. 1991 gründete Neville die Beziehungsberatung Entre Nous Relationship & Education Consultancy.

## Privat
Neville heiratete am 28. März 1958 Henry Taylor Smith (verstorben), mit dem sie eine Tochter und drei Söhne hatte. Am 4. Juni 2006 heiratete sie Thomas Alfred Baker. 2013 hatten sie zwölf Enkel.

## Werke
- Rosalind Neville: Dial a woman. Marlin Publications, 1989, ISBN 1-875165-06-1.
- Rosalind Neville: Dial A Man. How to Recognise and Lure the man of Your Dreams Until he Captures You – Forever. Marlin Publications, 1990, ISBN 1-875165-11-8.
- Rosalind Neville: Dial a Personality. The seven personality types within each woman. Marlin Publications, 1992, ISBN 0-646-11326-7.